# Kompetenzcenter Digitalisierung
Das Kompetenzcenter Digitalisierung NRW (KCD), bis 2018 Kompetenzcenter Elektronisches Fahrgeldmanagement (KCEFM), ist eine Einrichtung des Landes Nordrhein-Westfalen (NRW). Es wurde Ende 2002 beim Verkehrsverbund Rhein-Ruhr (VRR) in Gelsenkirchen angesiedelt und hat die Aufgabe, die Verkehrsunternehmen und Verkehrsverbünde in NRW bei der Einführung und Fortentwicklung elektronischer Fahrgeldmanagement-Systeme (EFM) zu unterstützen. Dies geschieht vor allem durch Beratung und Projektmanagement. Dabei arbeitet das KCD eng mit dem Referat IV A 6 „IT-Anwendungen, Daten, Standardisierung“ im NRW-Verkehrsministerium zusammen.
Gemeinsam sollen die Potenziale der Digitalisierung für neue Mobilitätskonzepte genutzt werden, um vernetzte Lösungen und Angebote für die Menschen in NRW zu schaffen.
Das KCD:
- unterstützt  Verkehrsunternehmen und Verkehrsverbünde in NRW bei der Einführung und Fortentwicklung elektronischer Fahrgeldmanagement-Systeme nach dem Standard des eTicket Deutschland
- vernetzt EFM-Technologien, eTarif, Information und Datenqualität
- koordiniert die ÖPNV Digitalisierungsoffensive NRW
- integriert Themen der VDV-Landesgruppe und des Zukunftsnetzes Mobilität in die Digitalisierungsoffensive NRW
- betreibt und entwickelt die „Schlaue Nummer“ für Bus und Bahn
- koordiniert, betreut und entwickelt das Auskunftsportal „Der sprechende Fahrplan NRW“

Das KCD ist ein Zusammenschluss der beiden ehemaligen Kompetenzcenter Elektronisches Fahrgeldmanagement (KCEFM), das seit Ende 2002 beim Verkehrsverbund Rhein Ruhr (VRR) in Gelsenkirchen angesiedelt ist, und Fahrgastinformation (KCF) mit Sitz bei der Westfälischen Verkehrsgesellschaft (WVG) in Münster.
Leiter des KCD ist Maximilian Müller.
Das KCD ist eines von vier Kompetenzcentern (KC) in NRW. Das KC Marketing (Start: 2002) ist beim Verkehrsverbund Rhein-Sieg (VRS) in Köln angesiedelt. Das KC Integraler Taktfahrplan (2008) wurde beim Zweckverband Nahverkehr Westfalen-Lippe, Standort Bielefeld eingerichtet. Beim Verkehrsverbund Rhein-Ruhr besteht zudem noch das KC Sicherheit (2008).